# Riserva naturale guidata Grotta delle farfalle
La Riserva naturale guidata Grotta delle farfalle è un'area naturale protetta dell'Abruzzo istituita nel 2007.
Si trova nei pressi della foce del Torrente Fosso Grande nella provincia di Chieti, presso San Vito Chietino.
L'area della riserva naturale coincide con il sito di importanza comunitaria detto "Fosso delle Farfalle.

## Flora
La Riserva presenta una vegetazione termofila mediterranea e igrofila/ripariale. Qui si trovano, infatti, esemplari di leccio, alloro, cerro, farnia, salice, pioppo, sambuco, acero, roverella, frassino orniello e carpino nero. Gli arbusti più diffusi sono la ginestra, l'Ampelodesmos mauritanicus, il Cisto di Montpelier e il Pungitopo.